# Ёсида, Марико (реслер)
Марико Морита (яп. 盛田 万里子 Морита Марико, род. 15 февраля 1970 года, Мукаисима, Япония) — японский реслер, известная под именем Марико Ёсида (яп. 吉田 万里子 Ёсида Марико). Наиболее известна по своим выступлениям в организации реслинга ARSION, где она также являлась главным тренером.

## Карьера в реслинге
Ёсида совершила свой дебют на ринге на шоу All Japan Women's Pro-Wrestling (AJW) 10 октября 1988 года на токийской арене Коракуэн в матче против Кэйко Ваки. До того как она травмировала шею в 1992 году, пропустив два года на ринге, Ёсида считалась одной из лучших молодых звёзд AJW, демонстрируя как воздушные приёмы, так и борьбу в партере.
В 1997 году Ёсида покинула AJW и присоединилась к ARSION созданной Адзей Конг, где она также стала главным тренером. В ARISON Ёсида была представлена в образе мастера техничного реслинга и была продвинута в число главных звёзд. В ARISON Ёсида перестала использовать воздушные атаки, сконцентрировавшись на борьбе в партере и болевых приёмах.
В 2006 году Ёсида была представлена к награде Cauliflower Alley Club в номинации Future Legend Award, став лишь второй, после Мелиссы Андерсон, женщиной выигравшей эту награду.
19 ноября 2017 года завершила карьеру в реслинге проиграв свой последний матч своей учинице Хироё Мацумото.

## Гиммик
- Завершающие приёмы
  - Air Raid Crash[1]

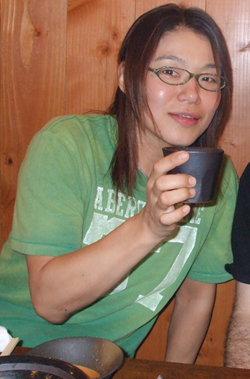
Ёсида в 2008 году

  - Spider Twist (Headscissors shoulder lock)[1]
- Коронные приёмы
  - Arm wrench inside cradle[7]
  - Прямой рычаг локтя
  - Lifting double underhook facebuster
  - Running big boot
  - Triangle choke
- Музыкальные темы
  - «Fable (Message Version)» от Роберта Майлза

## Титулы и награды
- All Japan Women's Pro-Wrestling
  - AJW Championship (1 раз)
  - AJW Tag Team Championship (3 раза) — с Такако Иноуэ (2) и Риэ Тамадой (1)
- Arsion
  - Queen of Arsion Championship (3 раза)
  - Twin Star of Arsion Championship (2 раза) — с Адзей Конг (1) и Львицей Асукой (1)
  - Zion '98[1]
- BattlARTS
  - King And Queens Tournament (2000) — с Александром Оцукой и Юми Фукавой
- Cauliflower Alley Club
  - Future Legend Award (2006)
- ChickFight
  - ChickFight II
  - ChickFight III
- Consejo Mundial de Lucha Libre
  - CMLL World Women’s Championship (1 раз)[1]